# حفاظت از مناطق بی‌جاده

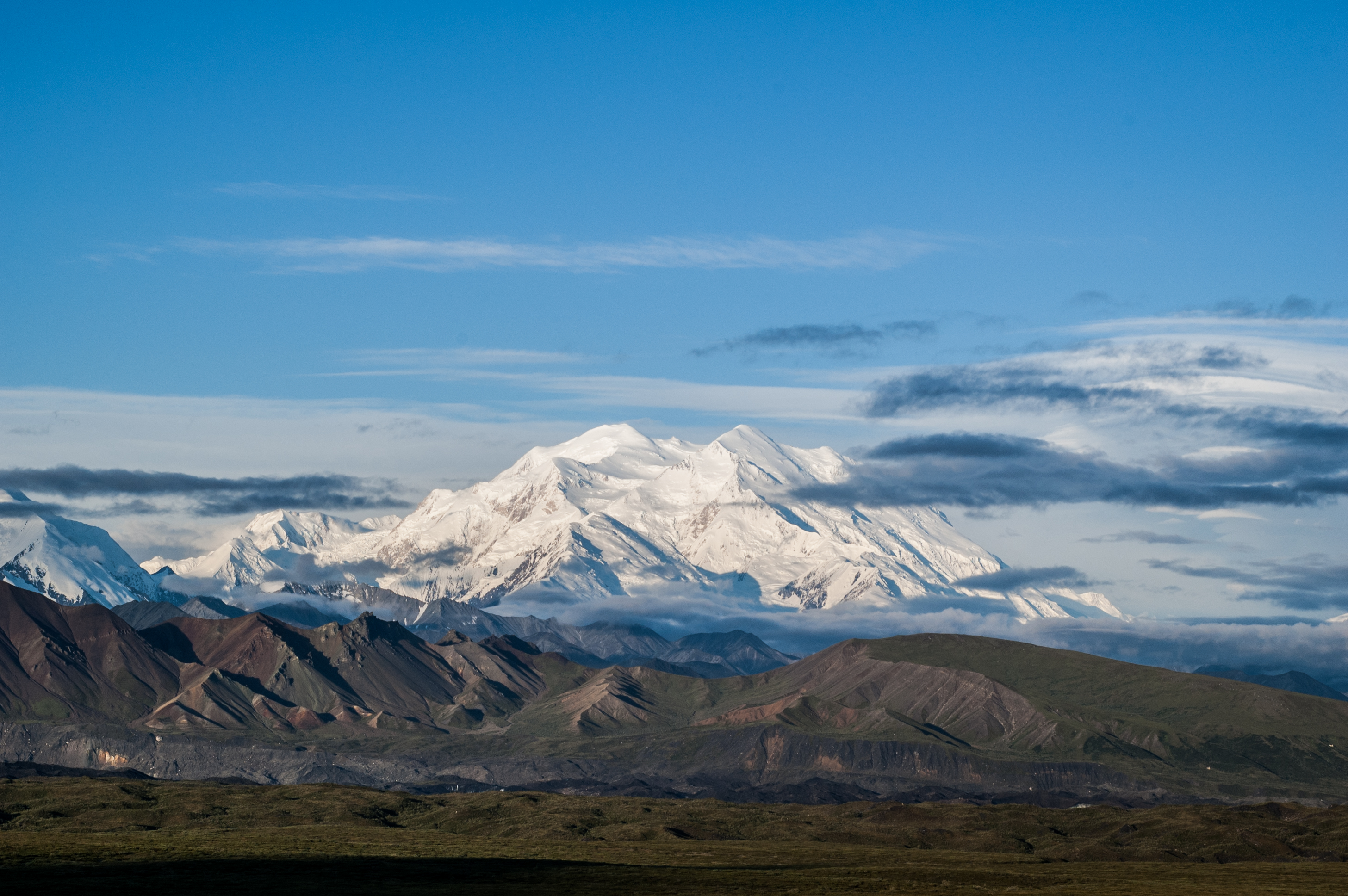
پارک ملی دنالی در آلاسکا هم به خاطر خود کوه و هم به خاطر منطقهٔ وسیع و بدون جاده‌اش مورد توجه است.

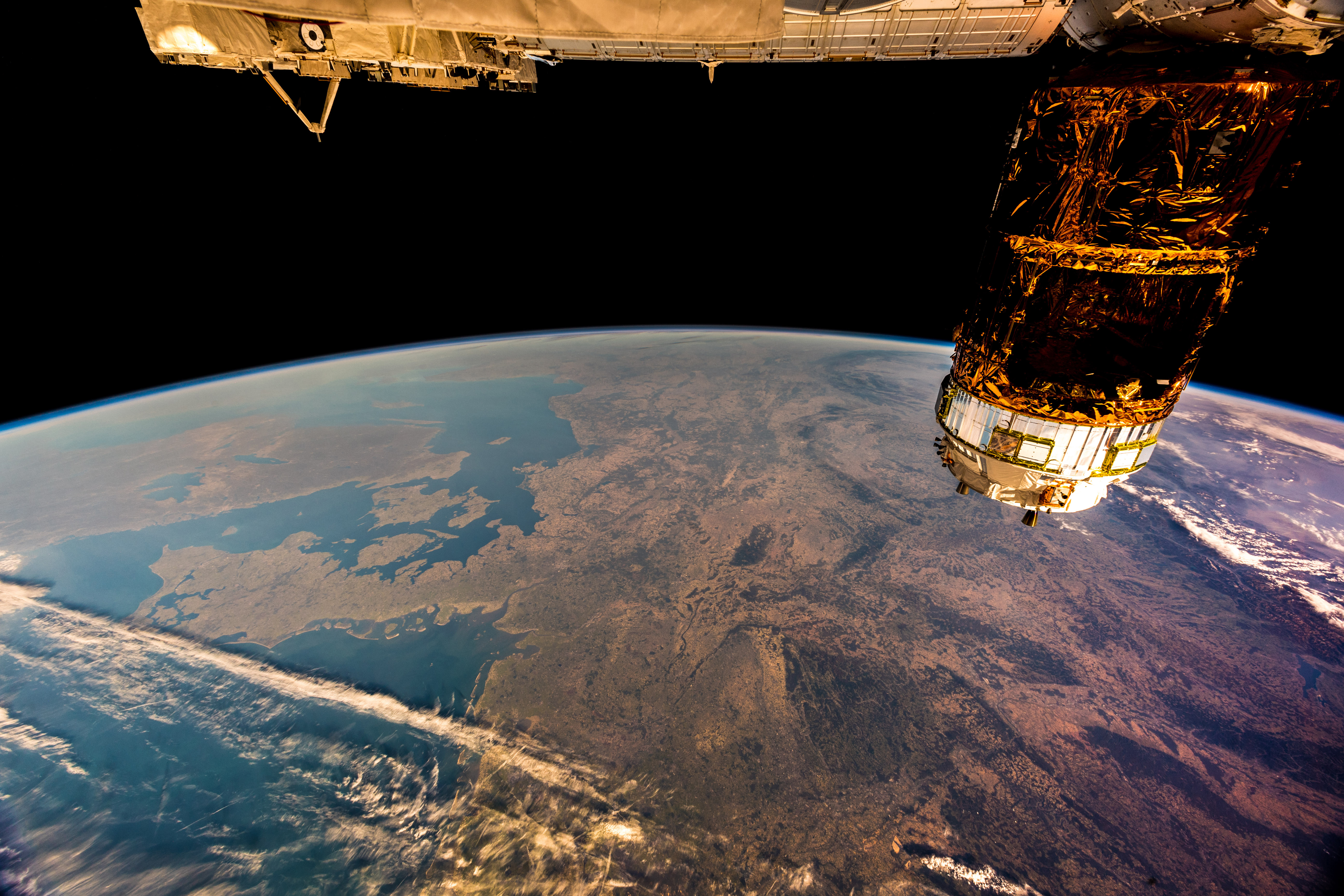
جنگل‌زدایی در اروپا، ۲۰۲۰ فرانسه با تنها ۱۵ درصد پوشش گیاهی بومی، بیشترین میزان جنگل‌زدایی را در بین کشورهای اروپایی دارد.

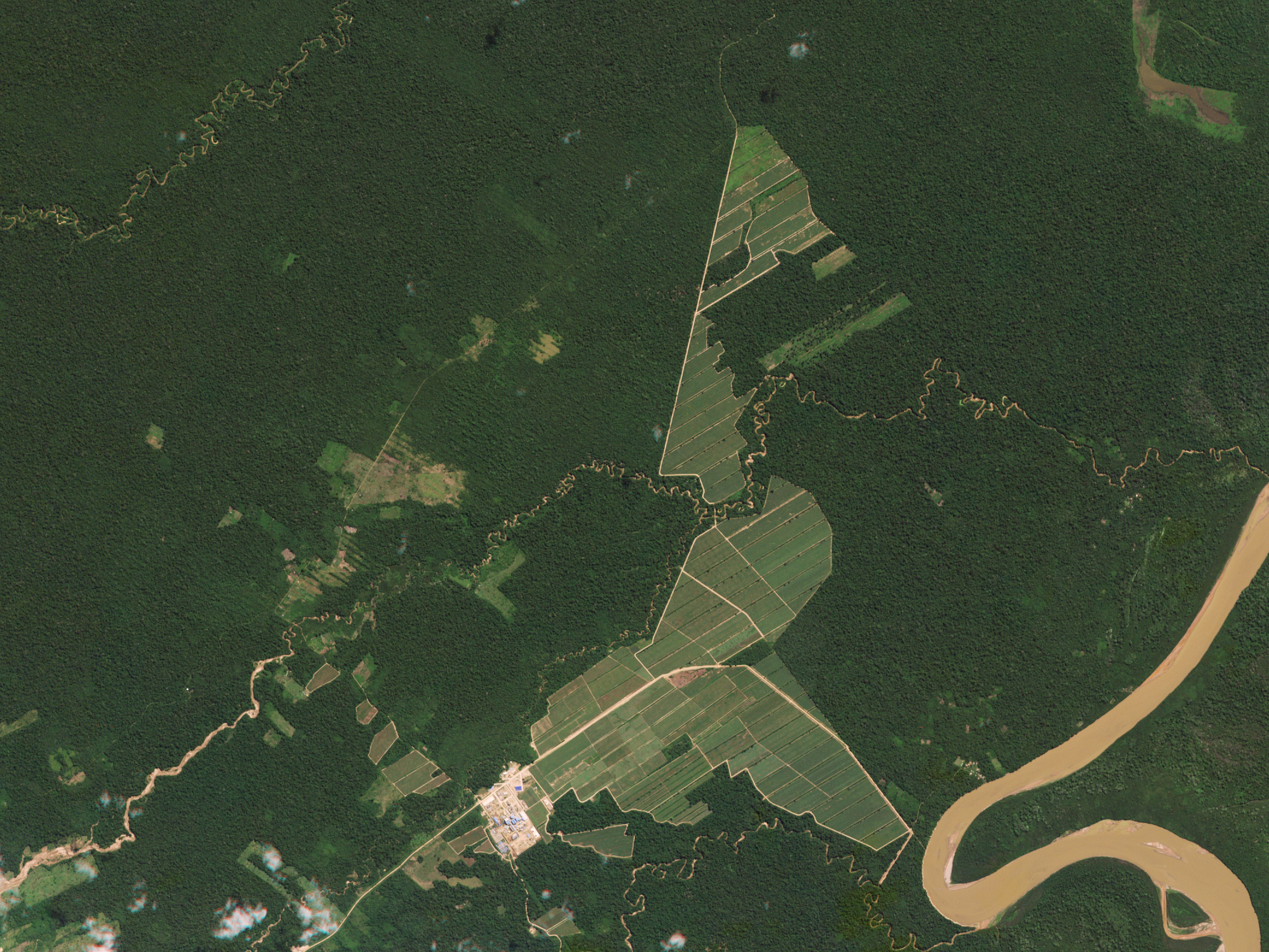
جنگل‌زدایی در بولیوی، ۲۰۲۰.

حفاظت از مناطق بی‌جاده یا حفاظت از مناطق بدون جاده یک سیاست حفاظت طبیعت است که با هدف محدود کردن ساخت راه و تخریب محیط زیست ناشی از آن، در مناطقی مشخص از اراضی عمومی اعمال می‌شود. این سیاست به‌منظور حفظ اکوسیستم‌های طبیعی، جلوگیری از تخریب زیستگاه‌های حیات‌وحش و کاهش تخریب خاک و منابع آبی تدوین شده است. در ایالات متحده، تمرکز اصلی حفاظت از مناطق بدون جاده بر روی مناطقی است که توسط سازمان جنگل‌داری ایالات متحده آمریکا به‌عنوان «مناطق بدون جاده فهرست‌شده» شناخته می‌شوند. این مناطق، بخش‌هایی از جنگل‌ها و اراضی طبیعی هستند که فاقد جاده‌های عمومی یا خصوصی بوده و دارای ارزش‌های بالای زیست‌محیطی و اکولوژیکی هستند. مهم‌ترین تلاش برای حمایت از حفاظت این مناطق، تدوین «قانون حفاظت از مناطق بدون جاده سرویس جنگل‌ها» در سال ۲۰۰۱، معروف به «قانون بدون جاده» بود. این قانون به‌طور خاص محدودیت‌های شدیدی برای ساخت جاده‌های جدید و فعالیت‌های توسعه‌ای در این مناطق اعمال کرد تا از تخریب بیشتر زیستگاه‌ها و اکوسیستم‌های حساس جلوگیری شود. اجرای این قانون باعث شد که بخش قابل توجهی از اراضی جنگلی آمریکا به‌عنوان مناطق حفاظت‌شده بدون جاده باقی بمانند و در برابر توسعه‌های غیرقابل کنترل محافظت شوند. این سیاست نه‌تنها به حفظ تنوع زیستی کمک می‌کند، بلکه به کنترل فرسایش خاک، حفظ کیفیت آب و کاهش اثرات مخرب فعالیت‌های انسانی در مناطق طبیعی کمک می‌کند. به‌طور کلی، حفاظت از مناطق بدون جاده یک رویکرد کلیدی در مدیریت پایدار اراضی طبیعی و حفاظت از محیط زیست است که در کشورهای مختلف با توجه به شرایط محلی به‌کار گرفته می‌شود و می‌تواند نقش مهمی در حفظ تعادل اکولوژیکی و مقابله با اثرات تغییرات اقلیمی ایفا کند.

## مفهوم
جاده‌های دسترسی نقش بسیار مهمی در فراهم کردن دسترسی به خدمات اضطراری، تسهیل فعالیت‌های صنعتی و همچنین حمایت از انواع فعالیت‌های تفریحی مانند گردشگری، ماهیگیری، شکار و مسابقات آف‌رود ایفا می‌کنند. این جاده‌ها امکان رسیدن سریع‌تر و آسان‌تر به مناطق مختلف را فراهم می‌کنند و به همین دلیل برای مدیریت منابع، ایمنی عمومی و توسعه اقتصادی اهمیت زیادی دارند. با این حال، این فعالیت‌ها می‌توانند اثرات منفی زیست‌محیطی قابل توجهی به دنبال داشته باشند. از جمله این اثرات می‌توان به فرسایش خاک اشاره کرد که باعث کاهش کیفیت زمین و ایجاد رواناب‌های مضر می‌شود. همچنین آلودگی ناشی از عبور وسایل نقلیه و فعالیت‌های انسانی می‌تواند به آب‌ها، خاک و هوا آسیب برساند. از دست دادن گونه‌های گیاهی و جانوری نیز یکی دیگر از پیامدهای مخرب ساخت و استفاده از جاده‌های دسترسی است که باعث کاهش تنوع زیستی در این مناطق می‌شود. علاوه بر این، زیبایی‌های طبیعی و ارزش‌های منظر محیطی نیز ممکن است کاهش یابد و این امر می‌تواند تجربه بازدیدکنندگان و مردم محلی را تحت تأثیر قرار دهد. علاوه بر این، ساخت جاده‌ها معمولاً باعث توسعه‌های فرعی و ساخت جاده‌های کوچک‌تر یا «جاده‌های شاخه‌ای» می‌شود که از جاده اصلی منشعب می‌شوند. این جاده‌های جدید به نوبه خود می‌توانند موجب گسترش سکونتگاه‌های انسانی و توسعه‌های بیشتر در مناطق حساس و آسیب‌پذیر شوند. این روند باعث افزایش فشار بر زیستگاه‌های طبیعی و کاهش قابلیت بازیابی محیط زیست می‌شود.
بنابراین، مدیریت صحیح و برنامه‌ریزی دقیق در ساخت و بهره‌برداری از جاده‌های دسترسی ضروری است تا تعادلی بین نیازهای انسانی و حفاظت از محیط زیست برقرار شود. استفاده از روش‌های پایدار در طراحی جاده‌ها، محدود کردن توسعه‌های غیرمجاز، و اجرای طرح‌های بازسازی و حفاظت از زیستگاه‌ها می‌تواند به کاهش این اثرات منفی کمک کند و تضمین کند که جاده‌های دسترسی ضمن تأمین نیازهای جامعه، کمترین آسیب را به طبیعت وارد کنند.